# Cratip de Pèrgam
Cratip de Pèrgam (grec antic: Κράτιππος, Krátippos, llatí: Cratippus) fou un filòsof peripatètic nascut a Pèrgam, al segle i aC. Era contemporani de Gneu Pompeu i de Ciceró.
Ciceró era amic íntim de Cratip, i deia que era el més distingit dels filòsofs peripatètics que havia conegut, i el considerava entre els homes més grans de la seva escola. També va acompanyar Pompeu en la seva fugida després de la batalla de Farsàlia l'any 48 aC, i el va provar de consolar amb arguments filosòfics, segons Plutarc i Claudi Elià.
Va ser mestre de diversos romans eminents, com ara Marc Claudi Marcel, Horaci i el mateix Ciceró, i l'any 44 aC el fill de Ciceró va rebre les seves lliçons a Atenes. Sembla que el jove Ciceró va visitar Àsia en companyia seva. Quan Juli Cèsar era al capdavant de la República, Ciceró va aconseguir per a Cratip la ciutadania romana i va demanar al consell de l'Areòpag que convidessin Cratip a viure a la ciutat com a membre important de la comunitat i que donés allà les seves classes de filosofia. Després de l'assassinat de Cèsar, Marc Juni Brut, que s'havia refugiat a Atenes, va assistir a les seves classes.
Tot i l'alta opinió que Ciceró tenia del talent de Cratip, no consta que hagués escrit cap obra, i les úniques al·lusions a les seves opinions les fa Ciceró quan diu que creia en l'endevinació a través dels somnis i del deliri profètic (furor), però que negava qualsevol altra forma de conèixer el futur. Pels comentaris de Ciceró podria haver escrit una obra sobre endevinació.